# Canton d'Uzerche
Le canton d'Uzerche est une circonscription électorale française située dans le département de la Corrèze et la région Nouvelle-Aquitaine.
À la suite du redécoupage cantonal de 2014, les limites territoriales du canton sont remaniées. Le nombre de communes du canton passe de 9 à 21.

## Histoire
Le canton d'Uzerche est l'un des cantons de la Corrèze créés en 1790, en même temps que les autres cantons français. Il a d'abord été rattaché au district d'Uzerche avant de faire partie de l'arrondissement de Tulle.

### Redécoupage cantonal de 2014-2015
Un nouveau découpage territorial de la Corrèze entre en vigueur en mars 2015, défini par le décret du 24 février 2014, en application des lois du 17 mai 2013 (loi organique 2013-402 et loi 2013-403). Les conseillers départementaux sont, à compter de ces élections, élus au scrutin majoritaire binominal mixte. Les électeurs de chaque canton élisent au Conseil départemental, nouvelle appellation du Conseil général, deux membres de sexe différent, qui se présentent en binôme de candidats. Les conseillers départementaux sont élus pour 6 ans au scrutin binominal majoritaire à deux tours, l'accès au second tour nécessitant 12,5 % des inscrits au 1er tour. En outre la totalité des conseillers départementaux est renouvelée. Ce nouveau mode de scrutin nécessite un redécoupage des cantons dont le nombre est divisé par deux avec arrondi à l'unité impaire supérieure si ce nombre n'est pas entier impair, assorti de conditions de seuils minimaux. Dans la Corrèze, le nombre de cantons passe ainsi de 37 à 19. Le nombre de communes du canton d'Uzerche passe de 9 à 21. Le nouveau canton d'Uzerche est formé de communes des anciens cantons de Lubersac et d'Uzerche. Contrairement à l'ancien découpage où chaque canton était inclus à l'intérieur d'un seul arrondissement, le nouveau découpage territorial s'affranchit des limites des arrondissements. C'est le cas pour le canton d'Uzerche dont douze communes font partie de l'arrondissement de Brive-la-Gaillarde et neuf de celui de Tulle.

## Géographie
Ce canton est organisé autour d'Uzerche dans les arrondissements de Tulle et de Brive-la-Gaillarde. Son altitude varie de 215 m (Beyssac) à 580 m (Meilhards).

## Représentation

### Conseillers généraux de 1833 à 2015
| Période | Période      | Identité                             | Étiquette             | Qualité |
| ------- | ------------ | ------------------------------------ | --------------------- | --- |
| 1833    | 1836         | Jean-Baptiste Martial Materre        |                       | Maréchal de camp, propriétaire à Eyburie |
| 1836    | 1852         | Louis Personne du Burg               |                       | Juge de paix à Uzerche, conseiller d'arrondissement |
| 1852    | 1868         | Joseph Materre                       |                       | Maire d'Uzerche |
| 1868    | 1871         | Pierre Olivier de Cosnac             |                       | Propriétaire à Cosnac |
| 1871    | 1877         | Pierre Deschamps-Mavallier           | Droite                | Notaire à Tulle puis à Uzerche, maire de Meilhards |
| 1877    | 1907 (décès) | Léonce de Sal                        | Républicain           | Avocat à la Cour d'appel Sénateur (1886-1907) |
| 1907    | 1937         | Léopold Champeix                     | Républicain puis SFIO | Négociant Maire de Masseret (1900-1917) |
| 1937    | 1940         | Cyrille Sauviat                      | SFIO                  | Professeur à Uzerche |
|         |              |                                      |                       | |
| 1942    | 1945         | Paul Boyer-Chammard                  |                       | Avocat - Maire d'Uzerche Nommé conseiller départemental en 1942 |
|         |              |                                      |                       | |
| 1945    | 1973         | Marcel Champeix (fils de L.Champeix) | SFIO puis PS          | Instituteur Député (1945-1946) - Sénateur (1946-1980) Secrétaire d'État (1956-1957) Maire de Masseret (1945-1983)                                                    |
| 1973    | 1979         | Antoine Besse                        | DVD                   | Principal de collège Maire d'Uzerche (1971-1977) |
| 1979    | 1985         | Marcel Lamiche                       | PCF                   | Artisan serrurier Maire d'Uzerche (1977-1983) |
| 1985    | 1998         | Valentin Larivière                   | RPR                   | Directeur d'usine Maire d'Uzerche (1995-2001) |
| 1998    | 2015         | Sophie Dessus                        | PS                    | Agricultrice - Maire d'Uzerche (2001-2016) Présidente de la communauté de communes du Pays d'Uzerche Ancienne vice-présidente du Conseil général Députée (2012-2016) |

### Conseillers d'arrondissement (de 1833 à 1940)
| Période                                  | Période      | Identité                        | Étiquette                | Qualité |
| ---------------------------------------- | ------------ | ------------------------------- | ------------------------ | --- |
| 1833                                     | 1836         | Louis Personne du Burg          |                          | Juge de paix à Uzerche                                                                                      |
| 1836                                     | 1842         | Simon Barbou-Desplaces          |                          | Propriétaire à Salon                                                                                        |
| 1842                                     | 1848         | M. Battut                       |                          | Avocat à Uzerche                                                                                            |
|                                          |              |                                 |                          | |
| 1889                                     | 1896 (décès) | Nicolas Heitz-Boyer (1846-1896) | Républicain              | Employé des postes, ancien commis principal de l'administration des finances Propriétaire à Condat          |
| 1898                                     |              | Auguste Magne                   | Républicain opportuniste | Maire d'Uzerche                                                                                             |
|                                          |              |                                 |                          | |
| 1919                                     | 1934         | Ambroise Dugoudron              | Radical                  | Négociant à Uzerche                                                                                         |
| 1934                                     | 1940         | M. Monjauze                     | Bloc National            | |
| 1940                                     |              |                                 |                          | Les conseils d'arrondissement ont été suspendus par la loi du 12 octobre 1940 et n'ont jamais été réactivés |
| Les données manquantes sont à compléter. |              |                                 |                          | |

### Conseillers départementaux à partir de 2015
| Période élective | Période élective | Mandat | Mandat   | Identité                 | Nuance | Nuance | Qualité                                                                                            |
| ---------------- | ---------------- | ------ | -------- | ------------------------ | ------ | ------ | -------------------------------------------------------------------------------------------------- |
| 2015             | 2021             | 2015   | 2021     | Francis Comby            |        | LR     | Maire de Beyssenac, Président de la Communauté de communes Vice-président du Conseil départemental |
| 2015             | 2021             | 2015   | 2021     | Annie Queyrel-Peyramaure |        | UDI    | Conseillère municipale d'Uzerche (2014-2020)                                                       |
| 2021             | 2028             | 2021   | en cours | Rosine Chauffour Robinet |        | LR     | Assistante commerciale, conseillère municipale (opposition) d'Uzerche depuis 2020                  |
| 2021             | 2028             | 2021   | en cours | Francis Comby            |        | LR     | Conseiller sortant, Vice-Président délégué aux Finances, moyens généraux et à la santé             |

### Résultats détaillés

#### Élections de mars 2015
À l'issue du 1er tour des élections départementales de 2015, deux binômes sont en ballottage : Francis Comby et Annie Queyrel-Peyramaure (UMP, 47,33 %) et Francine Pusset et Bernard Roux (PS, 26,77 %). Le taux de participation est de 63,45 % (7 011 votants sur 11 050 inscrits) contre 59,60 % au niveau départemental et 50,17 % au niveau national.
Au second tour, Francis Comby et Annie Queyrel-Peyramaure (UMP) sont élus avec 62,26 % des suffrages exprimés et un taux de participation de 63,58 % (3 920 voix pour 7 205 votants et 11 049 inscrits).

#### Élections de juin 2021
Le premier tour des élections départementales de 2021 est marqué par un très faible taux de participation (33,26 % au niveau national). Dans le canton d'Uzerche, ce taux de participation est de 45,23 % (4 804 votants sur 10 622 inscrits) contre 42,13 % au niveau départemental. À l'issue de ce premier tour, deux binômes sont en ballottage : Rosine Chauffour Robinet et Francis Comby (Union à droite, 50,55 %) et Marisol Betancourt-Deloger et Jean-Paul Grador (PCF, 30,86 %).
Le second tour des élections est marqué une nouvelle fois par une abstention massive équivalente au premier tour. Les taux de participation sont de 34,3 % au niveau national, 43,69 % dans le département et 47,58 % dans le canton d'Uzerche. Rosine Chauffour Robinet et Francis Comby (Union à droite) sont élus avec 60,68 % des suffrages exprimés (2 877 voix pour 5 055 votants et 10 625 inscrits),,.

## Composition

### Composition avant 2015

Situation du canton d'Uzerche dans l'arrondissement de Tulle en 2014.

Le canton d'Uzerche regroupait neuf communes.
| Nom                 | Code Insee | Codepostal | Superficie (km2) | Population (dernière pop. légale) | Densité (hab./km2) |
| ------------------- | ---------- | ---------- | ---------------- | --------------------------------- | ------------------ |
| Uzerche (chef-lieu) | 19276      | 19140      | 23,85            | 2 958 (2012)                      | 124                |
| Condat-sur-Ganaveix | 19060      | 19140      | 37,52            | 641 (2012)                        | 17                 |
| Espartignac         | 19076      | 19140      | 14,03            | 410 (2012)                        | 29                 |
| Eyburie             | 19079      | 19140      | 29,14            | 459 (2012)                        | 16                 |
| Lamongerie          | 19104      | 19510      | 12,15            | 118 (2012)                        | 9,7                |
| Masseret            | 19129      | 19510      | 13,55            | 678 (2012)                        | 50                 |
| Meilhards           | 19131      | 19510      | 44,99            | 514 (2012)                        | 11                 |
| Saint-Ybard         | 19248      | 19140      | 30,05            | 662 (2012)                        | 22                 |
| Salon-la-Tour       | 19250      | 19510      | 43,01            | 675 (2012)                        | 16                 |

### Composition à partir de 2015
Le nouveau canton d'Uzerche regroupe vingt et une communes entières.
| Nom                             | Code Insee | Intercommunalité                 | Superficie (km2) | Population (dernière pop. légale) | Densité (hab./km2) | Modifier                                    |
| ------------------------------- | ---------- | -------------------------------- | ---------------- | --------------------------------- | ------------------ | ------------------------------------------- |
| Uzerche (bureau centralisateur) | 19276      | CC du Pays d'Uzerche             | 23,85            | 2 806 (2022)                      | 118                | modifier les données · modifier les données |
| Arnac-Pompadour                 | 19011      | CC du Pays de Lubersac-Pompadour | 15,09            | 1 206 (2022)                      | 80                 | modifier les données · modifier les données |
| Benayes                         | 19022      | CC du Pays de Lubersac-Pompadour | 23,12            | 222 (2022)                        | 9,6                | modifier les données · modifier les données |
| Beyssac                         | 19024      | CC du Pays de Lubersac-Pompadour | 21,32            | 487 (2022)                        | 23                 | modifier les données · modifier les données |
| Beyssenac                       | 19025      | CC du Pays de Lubersac-Pompadour | 18,30            | 356 (2022)                        | 19                 | modifier les données · modifier les données |
| Condat-sur-Ganaveix             | 19060      | CC du Pays d'Uzerche             | 37,52            | 648 (2022)                        | 17                 | modifier les données · modifier les données |
| Espartignac                     | 19076      | CC du Pays d'Uzerche             | 14,03            | 409 (2022)                        | 29                 | modifier les données · modifier les données |
| Eyburie                         | 19079      | CC du Pays d'Uzerche             | 29,14            | 488 (2022)                        | 17                 | modifier les données · modifier les données |
| Lamongerie                      | 19104      | CC du Pays d'Uzerche             | 12,15            | 124 (2022)                        | 10                 | modifier les données · modifier les données |
| Lubersac                        | 19121      | CC du Pays de Lubersac-Pompadour | 57,46            | 2 253 (2022)                      | 39                 | modifier les données · modifier les données |
| Masseret                        | 19129      | CC du Pays d'Uzerche             | 13,55            | 670 (2022)                        | 49                 | modifier les données · modifier les données |
| Meilhards                       | 19131      | CC du Pays d'Uzerche             | 44,99            | 538 (2022)                        | 12                 | modifier les données · modifier les données |
| Montgibaud                      | 19144      | CC du Pays de Lubersac-Pompadour | 13,99            | 251 (2022)                        | 18                 | modifier les données · modifier les données |
| Saint-Éloy-les-Tuileries        | 19198      | CC du Pays de Saint-Yrieix       | 9,13             | 111 (2022)                        | 12                 | modifier les données · modifier les données |
| Saint-Julien-le-Vendômois       | 19216      | CC du Pays de Lubersac-Pompadour | 23,29            | 239 (2022)                        | 10                 | modifier les données · modifier les données |
| Saint-Sornin-Lavolps            | 19243      | CC du Pays de Lubersac-Pompadour | 15,36            | 846 (2022)                        | 55                 | modifier les données · modifier les données |
| Salon-la-Tour                   | 19250      | CC du Pays d'Uzerche             | 43,01            | 679 (2022)                        | 16                 | modifier les données · modifier les données |
| Ségur-le-Château                | 19254      | CC du Pays de Saint-Yrieix       | 9,48             | 202 (2022)                        | 21                 | modifier les données · modifier les données |
| Les Trois-Saints                | 19248      | CC du Pays d'Uzerche             | 63,20            | 1 367 (2022)                      | 22                 | modifier les données · modifier les données |
| Canton d'Uzerche                | 1918       |                                  | 487,98           | 13 902 (2022)                     | 28                 | modifier les données                        |

## Démographie
En 2022, le canton comptait 13 902 habitants, en évolution de −0,71 % par rapport à 2016 (Corrèze : −0,59 %, France hors Mayotte : +2,11 %).
| 2013   | 2018   | 2022   |
| ------ | ------ | ------ |
| 14 154 | 13 935 | 13 902 |

## Historique des élections

### Élection de 2004

#### 1ertour
- Sophie Dessus (PS), maire d'Uzerche → 43,85 % (ballottage)
- Jean-Jacques Dumas (UMP), maire de Saint-Ybard → 38,18 % (ballottage)
- Jean-Paul Grador (PCF) → 10,37 %
- Jean-Louis Moulinier (FN) → 4,41 %
- Jean Chatenet (MRC), maire de Masseret → 3,19 %

#### 2etour
- Sophie Dessus (PS) → 57,48 % (réélue)
- Jean-Jacques Dumas (UMP) → 42,52 %

### Élection de 2015
| Candidats                | Partis      | Partis      | Premier tour | Premier tour | Second tour | Second tour |
| Candidats                | Partis      | Partis      | Voix         | %            | Voix        | %           |
| ------------------------ | ----------- | ----------- | ------------ | ------------ | ----------- | ----------- |
| Francis Comby            |             | UMP         | 3 089        | 47,33        | 3 920       | 62,26       |
| Annie Queyrel-Peyramaure |             | UDI         | 3 089        | 47,33        | 3 920       | 62,26       |
| Francine Pusset          |             | PS          | 1 747        | 26,77        | 2 376       | 37,74       |
| Bernard Roux             |             | PS          | 1 747        | 26,77        | 2 376       | 37,74       |
| Agnès Gollinucci         |             | FN          | 1 070        | 16,40        |             |             |
| Patrick Martel           |             | FN          | 1 070        | 16,40        |             |             |
| Julie Devès              |             | FG          | 620          | 9,50         |             |             |
| David Martinez           |             | FG          | 620          | 9,50         |             |             |
|                          |             |             |              |              |             |             |
| Inscrits                 | Inscrits    | Inscrits    | 11 050       | 100,00       | 11 049      | 100,00      |
| Abstentions              | Abstentions | Abstentions | 4 039        | 36,55        | 4 024       | 36,42       |
| Votants                  | Votants     | Votants     | 7 011        | 63,45        | 7 025       | 63,58       |
| Blancs                   | Blancs      | Blancs      | 295          | 4,21         | 428         | 6,09        |
| Nuls                     | Nuls        | Nuls        | 190          | 2,71         | 301         | 4,28        |
| Exprimés                 | Exprimés    | Exprimés    | 6 526        | 93,08        | 6 296       | 89,62       |